# Solidaritätsprinzip (Katholizismus)
Das Solidaritätsprinzip gehört neben den Prinzipien der Personalität und der Subsidiarität zu den sozialphilosophischen Grundlagen der katholischen Soziallehre. Es wird dabei zunächst als  eine Seins-Aussage über die soziale Natur des Menschen aufgefasst, der erst in der Ausrichtung auf die Gesellschaft seine Anlagen entfalten könne. Gleichzeitig wird das Solidaritätsprinzip normativ als sittliche Verpflichtung des Menschen interpretiert, sich entsprechend seiner sozialen Natur zu verhalten.

## Theoretische Grundlagen

### Das Solidaritätsprinzip als Struktur- und Seinsprinzip

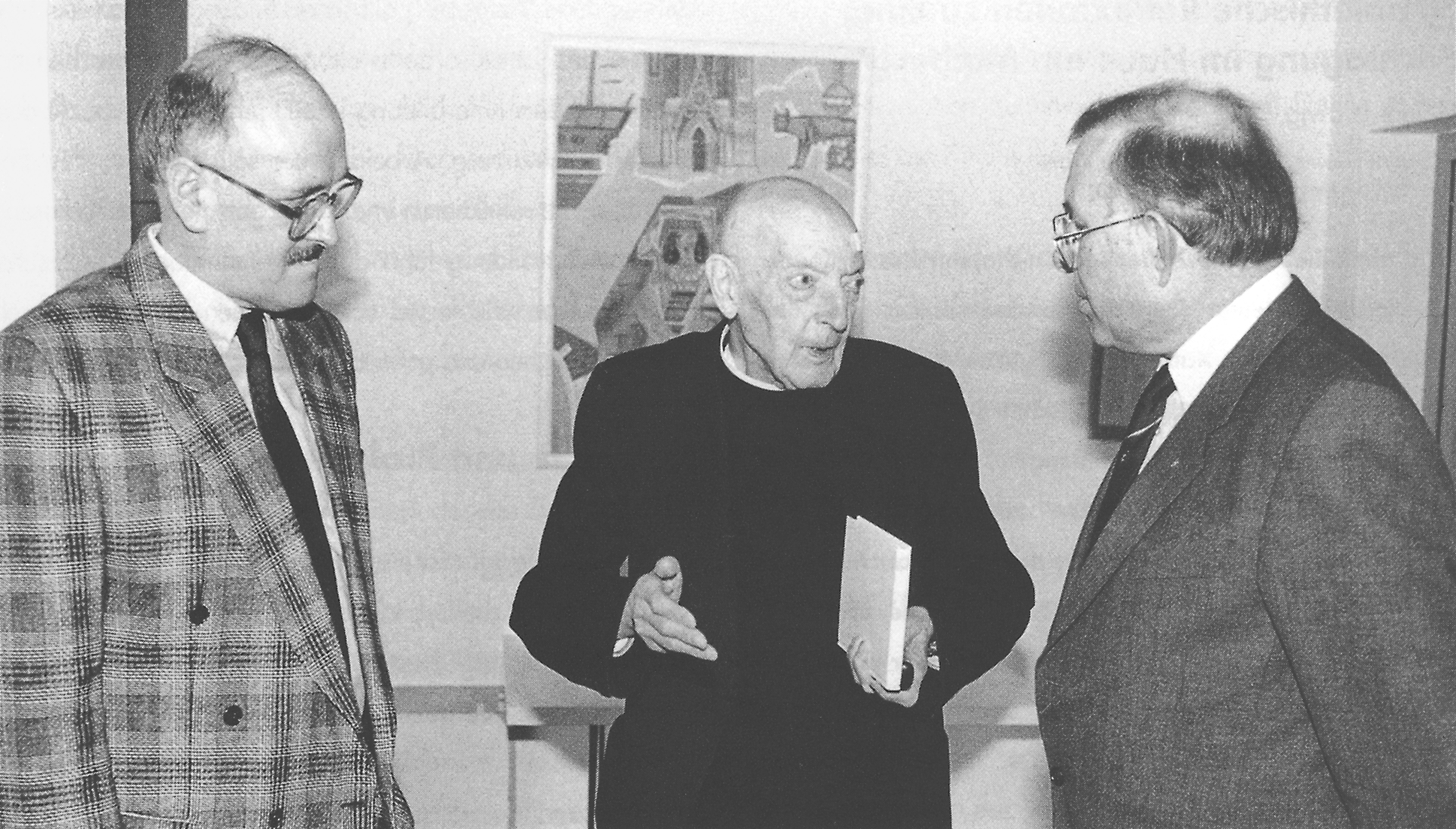
Oswald von Nell-Breuning (Bildmitte) präzisierte in seinem Werk das Solidaritätsprinzip

Das Solidaritätsprinzip wird in katholischer Tradition, exemplarisch im Werk von  Oswald von Nell-Breuning, als „Baugesetz“ jeder menschlichen Gemeinschaft verstanden.
Grundsätzlich bestehe in jeder sozialen Gemeinschaft eine Wechselwirkung zwischen Individuum und Gemeinschaft, die „Gemeinverstrickung“ genannt wird. Daraus folge das ethische Prinzip der „Gemeinhaftung“, nach dem sowohl die einzelnen Glieder für das Ganze als auch das Ganze für die einzelnen Glieder Verantwortung trage.
Die anthropologische Basis der Gemeinverstrickung bildet in dieser Denktradition die Annahme einer „Leib-“ und „Geistnatur“ des Menschen. Danach kann der Mensch seiner Leibnatur nach ohne das Zusammenwirken mit anderen weder existieren noch sich fortpflanzen. Ebenso bedarf er der Anregung anderer, um sich als geistiges Wesen zu entfalten und kulturell tätig zu werden.

### Das Solidaritätsprinzip als Entwicklungsgesetz der menschlichen Gesellschaft
Auf der politischen Ebene leitet Nell-Breuning aus dem Solidaritätsprinzip die Forderung ab, dass in der Gemeinschaft diejenigen Werte realisiert werden müssen, die „nur in ihr verwirklicht werden können“. Diese nur gemeinschaftlich zu realisierenden Werte werden  „Gemeingut“ genannt und von deren organisatorischen Voraussetzungen, dem  „Gemeinwohl“, abgegrenzt.
Pflicht jedes Einzelnen sei es, den „Erfordernissen des Gemeinwohls nachzukommen“ und ihm das Einzelwohl „unterzuordnen“.
Das Solidaritätsprinzip wird dabei von Nell-Breuning auch als empirisches, in der Geschichte feststellbares Entwicklungsgesetz aufgefasst. So sei etwa der Kampf der Arbeiterschaft um Mitbestimmung in der Montanindustrie als Prozess der „Eingliederung der Arbeiterschaft in die Gemeinschaft des Gesamtvolkes“ zu verstehen. Ziel dieses Prozesses sei letztlich gewesen, der Arbeiterschaft den Platz in der Gemeinschaft einnehmen zu lassen, „an dem sie ihren Beitrag zum Wohle der ganzen Gemeinschaft am besten und wirksamsten leisten kann“.

### Anwendungen des Solidaritätsprinzips in den einzelnen Gemeinschaftsformen

#### Menschheit
Auf weltweiter Ebene sieht Nell-Breuning die Menschheit als eine „Menschheitsfamilie“, die aufgrund ihrer einheitlichen, gesellschaftlich ausgelegten Menschennatur eine Einheit bilde. Deshalb sei die Verwirklichung des Solidaritätsprinzips eine weltweite Aufgabe, die auf die Verwirklichung der gemeinsamen „objektiven Kulturwerte“ abziele. Die grundlegenden Verpflichtungen aller Einzelnen gegenüber der Gesamtmenschheit seien dabei die Wahrung des Weltfriedens und die Unterstützung der schwächeren Glieder, z. B. in Form der Entwicklungshilfe.
Zur weltweiten Durchsetzung des Solidaritätsprinzips seien verbindliche Rechtssätze wie das Völkerrecht erforderlich. Darüber hinaus bedürfe es mit zunehmender internationaler Verflechtungen in steigendem Maße übergreifender rechtlicher Einrichtungen, die mit den nötigen Machtmitteln  ausgestattet sind.  Die  Vereinten Nationen und der Sicherheitsrat seien dabei erste, aber noch unzulängliche Versuche.

#### Familie und Staat
Die Familie ist aus Sicht von Nell-Breuning der Ort, an dem die größte  solidarische Verbundenheit miteinander gelebt werden kann.
Jedes Glied der Familie trage zu seinem Teil Mitverantwortung für die Familie als Ganzes und müsse seine Interessen in das  Wohl dieses Ganzen einordnen. Umgekehrt trage aber auch die Familie als Ganzes Verantwortung für jedes ihrer Glieder und müsse alle Kräfte einsetzen, um es „zur Vollreife seines Menschtums“ zu führen. Kein Familienmitglied dürfe irgendwelchen familienpolitischen Zielen geopfert werden.
Während die Familie überwiegend den Charakter einer Liebesgemeinschaft trage, sei der Staat wesentlich eine Rechtsgemeinschaft. In ihm sei der Staatsbürger gebunden an das Gemeinwohl, das vor allem in der rechten Ordnung des Zusammenlebens bestehe. Diese rechtliche Ordnung binde aber nicht nur den Einzelnen an das staatliche Ganze, sondern ebenso umgekehrt die Machthaber und Organe des Staates an das Wohl der Staatsbürger, das vor allem in der Sicherung ihrer Freiheit und Eigenständigkeit bestehe. Kein Staatsbürger dürfe irgendwelchen staatlichen Zielen wie der „nationalen Ehre“ geopfert werden.

#### Wirtschaft
Nell-Breuning betrachtet die Wirtschaft als einen wesentlichen Teil der menschlichen Gemeinschaft, der es mit der Verwirklichung des Wertes der rechten Bedarfsdeckung zu tun hat.
Um dieses Ziel zu erreichen, sei „ein sinnvoll geordnetes Ineinandergreifen“ der Handlungen der einzelnen Wirtschaftssubjekte erforderlich.  Dafür sorge zwar bis zu einem gewissen Grade das – von der klassischen  Nationalökonomie propagierte –  Selbstinteresse des Einzelnen und der Wettbewerb mit den anderen; darüber hinaus müsse aber auch eine rechtliche Ordnung geschaffen werden, die das Wohlverhalten der einzelnen Wirtschaftssubjekte und den Ausgleich zwischen ihnen sicherstellt.
Das Solidaritätsprinzip verlange, dass sich der arbeitende Mensch vom „Wirtschaftsuntertan“ zum „Wirtschaftsbürger“ entwickeln könne und „in der rechten Weise“  in den Wirtschaftsprozess eingegliedert werde. Die Kapitalbesitzer haben dabei die Pflicht, „neue und immer besser ausgerüstete Arbeitsplätze zu schaffen“.

#### Eigentum
Aus dem Solidaritätsprinzip ergebe sich eine Verantwortung des Eigentümers gegenüber der Gemeinschaft wie auch umgekehrt. Die Gemeinschaft habe das Recht, nicht allein den Gebrauch, den der Eigentümer von seinem Eigentum machen darf, sondern auch die Rechtsgestalt des Eigentums so zu ordnen, dass das Eigentum auch seine Sozialfunktion erfüllt. Andererseits binde das Solidaritätsprinzip die Gemeinschaft gegenüber dem Eigentümer und gestatte ihr nicht, es willkürlich abzuschaffen oder einzuschränken. Grundsätzlich sei die bestehende Eigentumsordnung nicht als starr und unabänderlich zu betrachten, sondern ständig weiterzuentwickeln.

## Historische Entwicklung

### Der „Solidarismus“ von Heinrich Pesch
Die erste systematische Darstellung des Solidaritätsprinzips legte der jesuitische Sozialethiker und Nationalökonom Heinrich Pesch (1854–1926) vor. Er knüpfte dabei an erste Ansätze Wilhelm Emmanuel von Kettelers und Georg von Hertlings an, die auf der Sozialethik des Thomas von Aquin basierten.
Pesch entfaltete sein System in dem von 1905 bis 1923 erschienenen fünfbändigen Lehrbuch der Nationalökonomie unter dem Namen „Solidarismus“. Sein Hauptanliegen war, die Fehler sowohl des Individualismus wie des Sozialismus zu vermeiden und ein eigenständiges Konzept „als Mitte  zwischen Individualismus und Sozialismus“ zu entwickeln.
Pesch verstand den Solidarismus nicht als theologisches, sondern als sozialphilosophisches System, da man der christlichen Offenbarung keine nationalökonomischen Programme entnehmen könne. Er wies aber darauf hin, dass vor allem die christliche Idee der Brüderlichkeit wertvolle Fingerzeige für das wirtschaftliche Verhalten bieten könne und der Solidarismus „seine volle Kraft, seine zwingende Geltung erst durch die christliche Weltanschauung“ erhalte.
Den Ausgangspunkt der Überlegungen Peschs bildet die Auffassung, dass der Mensch als „ein soziales Wesen, ergänzungsfähig und ergänzungsbedürftig, auf das gesellschaftliche Leben angewiesen“ ist.
Aus dem Seinsprinzip der faktischen wechselseitigen Abhängigkeit folgt für Pesch zugleich die sittliche Pflicht, solidarisch zu handeln: „Einordnung und Unterordnung unter das gesellschaftliche Ganze und dessen Wohl, das ist Solidarität als soziale Pflicht“.
Staat, Wirtschaft, Gesellschaft haben sich in der rechtlichen- organisatorischen Ausgestaltung an dem Prinzip der Solidarität zu orientieren. Aus ihm ist nach Pesch die Forderung nach sozialer Gerechtigkeit abzuleiten, worunter er sowohl die Pflicht des Staates zur Herstellung und Erhaltung der allgemeinen Wohlfahrt als auch das Recht des einzelnen Bürgers und der verschiedenen gesellschaftlichen Gruppen  auf „Teilnahme am Genuß“ dieses allgemeinen Wohles versteht.
Ein besonderes Augenmerk richtete Pesch auf den ökonomischen Bereich. Sein volkswirtschaftliches System im engeren Sinn bezeichnete er als „solidaristisches Arbeitssystem“.  Danach ist der arbeitende Mensch  „Subjekt und Ziel der Wirtschaft“.
Ihm müsse in Produktion und Verteilung die gebührende Stellung zurückgegeben werden. Pesch kritisierte, dass die Herrschaft des Kapitals über den Menschen an die Stelle der Herrschaft des Menschen über die Welt getreten sei. In der Befreiung des Arbeiters von dieser ungebundenen Herrschaft sah Pesch den „Kernpunkt für die Lösung der sozialen Frage im engsten Sinne“.
Pesch lehnte aber die  privatwirtschaftliche Ordnung als solche, Erwerbsstreben und Wettbewerb nicht schlechthin ab. Vielmehr sei das Recht auf Eigentum ein natürliches Recht des Menschen und eine sich aus der natürlichen Ungleichheit ergebende wirtschaftliche und soziale Verschiedenheit grundsätzlich  berechtigt. Als Voraussetzung einer neuen solidarischen Ordnung forderte er eine „demokratisch-konstitutionelle Verfassung“ der ganzen Wirtschaft. Ein Grundbestandteil dabei sei die Beteiligung der Arbeitnehmer an den unternehmerischen Entscheidungen.

### Weiterentwicklung des Solidaritätsprinzips

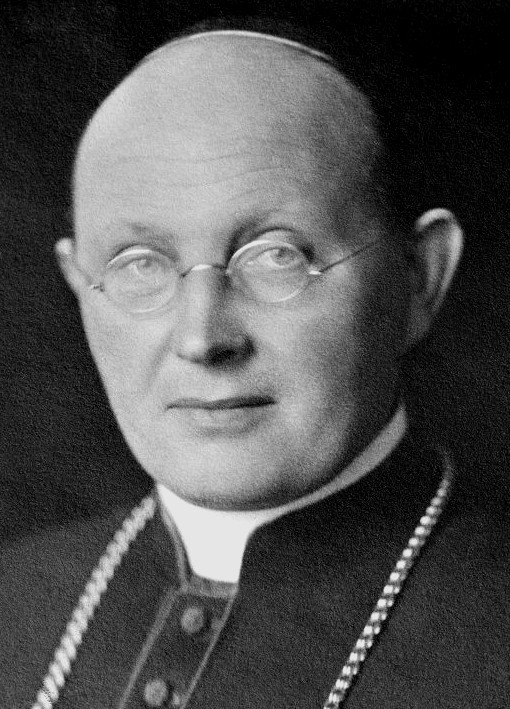
Kardinal Schulte war einer der ersten Vertreter des Solidaritätsprinzips aus dem kirchlichen Lehramt

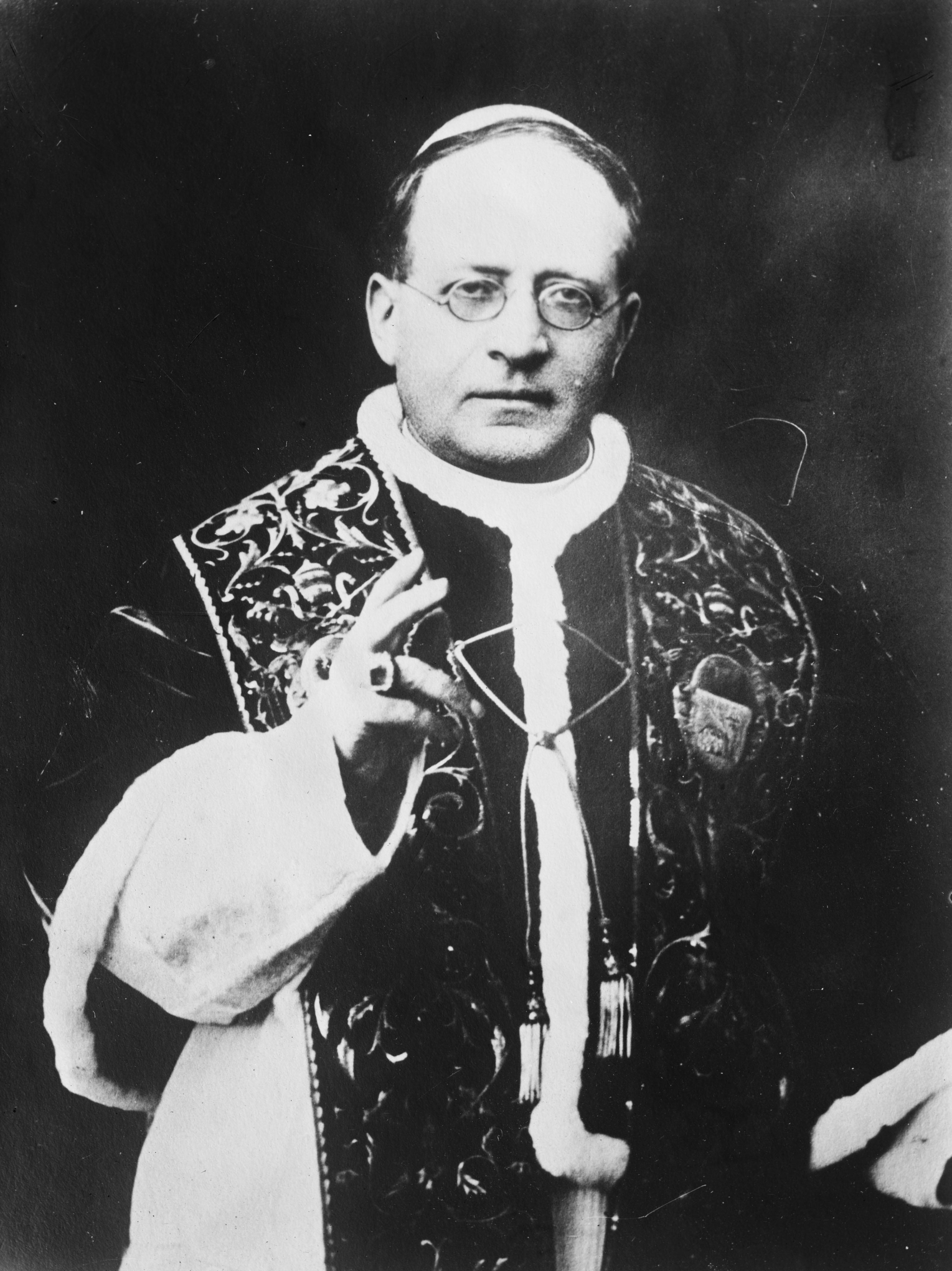
Die Enzyklika Quadragesimo anno von Papst Pius XI. war wesentlich beeinflusst vom Solidaritätsprinzip des Königswinterer Kreises

Erst ab den  1920er Jahren setzte sich das Solidaritätsprinzip allmählich im kirchlichen Lehramt durch. Die Beiträge der ersten bischöflichen Stellungnahmen zielten dabei zum einen auf eine Unterscheidung zwischen einer kapitalistischen Produktionsweise („technischer Kapitalismus“), die positiv bewertet wurde, und einer kapitalistischen Gesinnung, deren ausschließliche Orientierung am Gewinnstreben kritisiert wurde. Den zweiten Schwerpunkt bildete die Forderung nach einer Höherbewertung des Faktors „Arbeit“ in einer „solidaristischen“ Wirtschaftsordnung, in der „Kapital“ und „Arbeit“ „partnerschaftlich“ zusammenwirken.
So unterstützten im Jahre 1925 die österreichischen Bischöfe in einem Rundschreiben das Mitbestimmungsrecht der Arbeiter mit der Begründung, dass die Industriearbeiterschaft in die moderne Gesellschaft eingegliedert werde müsse, damit das partnerschaftliche Zusammenwirken von Unternehmern und Arbeitern „in einer wirklichen Arbeitsgemeinschaft zur Verwirklichung des christlichen wahren Solidarismus führe“.
Kardinal Schulte kritisierte 1926 in den Kölner Richtlinien, dass die „kapitalistische Gesinnung“ keine „Rücksicht auf das Schicksal der in ihrem Dienst schaffenden Menschen“ nehme und einer Vorherrschaft des Kapitals „eine wirtschaftliche Abhängigkeit und Unsicherheit“ der Arbeiter gegenüber stünden, die als „immer drückender empfunden“ und „schwere Gefährdungen der wertvollsten Lebensgüter“ mit sich bringen würden.
Eine weitere theoretische Fortbildung und Vertiefung erfuhr dann der Solidarismus ab  Ende der 1920er und Anfang der 1930er Jahre durch jüngere Sozialwissenschaftler wie Johannes Messner, Gustav Gundlach, Oswald von Nell-Breuning und Paul Jostock.
Johannes Messner (1891–1984), Dozent an der Universität Wien und Mitherausgeber der Wochenschrift Das Neue Reich, bejahte zwar grundsätzlich den vom Individuum ausgehenden Grundansatz der klassischen Wirtschaftstheorie und das Prinzip der freien Konkurrenz, setzte sich aber gleichzeitig für „eine wahre Demokratie der Arbeit und der Arbeitenden“, „das Mitbestimmungsrecht und das Mitverantwortungsrecht des Arbeiters in der Wirtschaft“ ein.
Messner Vorstellung war dabei, dass alle  wirtschaftspolitischen Korrekturen „innerhalb des Rahmens der Gesetzlichkeit des heutigen Wirtschaftslebens bleiben“, indem sich alle „Glieder der Volkswirtschaft“ zu einer „Arbeitskooperation“ zusammenschließen, was unausweichlich zu einem „Verbundensein aller in der Arbeit füreinander und miteinander“ führen würde.
Gustav Gundlach (1892–1963), Professor an der  Ordenshochschule der Jesuiten in Frankfurt sowie Berater Papst Pius’ XII., unterstrich die Bedeutung des Solidaritätsprinzips als Rechts- und gesellschaftliches Organisationsprinzip. Die solidarische Verbundenheit der Einzelnen innerhalb der Arbeitswelt sei kein bloßes „Sachelement“ wie das „Kapital“, sondern bilde vielmehr „den Mittelpunkt der gesellschaftlichen Wirtschaft“. Gundlach ließ dabei aber offen, wie der Vorrang des Faktors „Arbeit“ konkret verwirklicht werden sollte.
Der Jesuit Oswald von Nell-Breuning (1890–1991) bemühte sich bereits in seiner ersten größeren Veröffentlichung Grundzüge der Börsenmoral um Verhaltensmaßregeln und Reformen „innerhalb der bestehenden kapitalistischen Wirtschaftsordnung“.
Die kapitalistische Wirtschaftsform sei „an und für sich nicht schlecht oder böse“. Das für das Funktionieren der Wirtschaft notwendige Gewinnstreben müsse durch „staatliche Einflußnahme“ gezügelt, aber nicht durch „Bürokratie“ ersetzt werden.
Wo die kapitalistische Wirtschaftsordnung eingeführt ist, dürfe auch die Kirche sich an der kapitalistischen Wirtschaft beteiligen.
Der Sozialwissenschaftler Paul Jostock (1895–1965) betonte die Notwendigkeit konkreter Sozialreformen. Um eine Lösung im solidaristischen Sinne zu erreichen, gelte es, „den Reformwillen auf breiter Front in die Wirtschaft wirklich hineinzutragen und praktisch eingreifen zu lassen“.

### Das SozialrundschreibenQuadragesimo anno
Die am 15. Mai 1931 unter Papst Pius XI. erschienene Enzyklika Quadragesimo anno, die wesentlich von Oswald von Nell-Breuning und dem so genannten Königswinterer Kreis, einer Gruppe jüngerer Sozialethiker und Nationalökonomen, beeinflusst war, übernahm wesentliche sozialphilosophische Grundgedanken des Solidarismus.
Am deutlichsten zeigte sich dies in den Abschnitten über die Individual- und Sozialnatur des Eigentums und der Arbeit. Die Leugnung der Sozialfunktion des Eigentums führe zum Individualismus, die Verkennung seiner Individualfunktion treibe zum Kollektivismus, worunter der Sozialismus verstanden wurde. Das Gleiche gelte für die Arbeit und das Wirtschaften überhaupt. Die Enzyklika bejahte grundsätzlich den Kapitalismus als technisch-organisatorisches Wirtschaftssystem und erkannte den Lohnvertrag als eine sittlich erlaubte Form des Zusammenwirkens von Kapital und Arbeit an.
Gleichzeitig verwarf sie aber einen aktuell ausbeuterischen Kapitalismus, die Machtzusammenballung in den Händen einzelner Manager, die Selbstaufhebung des Wettbewerbs und den „Imperialismus des internationalen Finanzkapitals“ (QA 109).
Diese Missstände im Kapitalismus erschwerten es vielen Menschen, „ihr ewiges Heil zu wirken“ (QA 130), weshalb die Enzyklika  eine verstärkte, auf Mitbesitz beruhende Mitbestimmung der Lohnarbeiterschaft  forderte.
Ebenso wie den Kapitalismus kritisierte das Rundschreiben auch den Sozialismus, da  „schärfster Klassenkampf und äußerste Eigentumsfeindlichkeit“ (QA 112) zu seinen Hauptzielen gehörten. Noch schwerer wiege, dass er nichts von dem über die irdische Gesellschaft hinausreichenden Ziel des Menschen wisse, in der Gesellschaft lediglich eine „Nutzveranstaltung“ (QA 118) sehe und  das Gut der Freiheit „in restloser Unterordnung unter die Sachnotwendigkeiten der absolut rationalsten Gütererzeugung“ (QA 119) opfere.